# Amiclas (fill d'Amfíon)
Amiclas (en grec antic: Αμύκλας) era fill d'Amfíon i de Níobe, i per tant un dels Niòbides.
Amb Amfíon, Níobe va tenir molts fills, però el seu nombre varia segons els autors. Higí parla de catorze, set nois i set noies, Apol·lodor també diu que en van ser catorze, però dóna noms diferents, i Homer diu que van ser sis mascles i sis femelles. Níobe es va vanagloriar de la seva prole i es va burlar de Leto perquè aquesta només havia tingut dos fills (Apol·lo i Àrtemis). En la tradició dels comediògrafs tràgics els fills arriben a vint, deu mascles i deu femelles. Les burles van arribar fins a tal punt que Níobe es va oposar que se li tributessin honors a Leto, dient que ella era més digna que se li aixequessin altars. En venjança, Apol·lo va matar tots els seus fills mascles, quan junts anaven de cacera, i Àrtemis va fer el mateix amb les dones quan eren dins de casa, a excepció d'Amiclas (que havia ofert una pregària propiciatòria a Leto) i de Melibea, que en presenciar la mort dels seus germans va adquirir tal pal·lidesa que va ser anomenada Cloris a partir d'aquell moment.